# Vzhodna vrata Filipopolisa
Vzhodna vrata Filipopolisa so eden od treh vhodov v starodavno mesto, ki so bila odkrita v Plovdivu. Vrata so bila zgrajena na glavni cesti proti Bizancu in Bosporju. Prvotno so bila zgrajena v 2. stoletju našega štetja v času vladavine Hadrijana, z okoliškim kompleksom so bila v celoti obnovljena v 4. stoletju in delno popravljena v 5. stoletju. Vzhodna vrata so odkrili v 1970-ih.

## Vrata
Potem ko so bila v 4. stoletju obnovljena, so imela vzhodna vrata Filipopolisa en širok osrednji vhod in dva ožja stranska vhoda. Za zaščito med napadi sta bila na obeh straneh vrat zgrajena dva stražna stolpa. Vrata so bila zgrajena na najširši in najbolj razgibani ulici mesta, ki je bila delno odkrita med arheološkimi deli. 13 metrov široka ulica je bila pokrita z velikimi sienitnimi ploščami s tlakovanimi pločniki na obeh straneh (vsaka 2,6 m široka) za razliko od katere koli druge ulice v Filipopolisu. Na obeh straneh ulice je bilo razporejeno bogato okrašeno stebrišče v rimsko korintskem redu. Na sienitnem pločniku so vidne kolesnice, ki kažejo na gost promet z vozovi skozi vrata. Stavbe, zgrajene v 4. stoletju, z dovršenimi portiki v korintskem slogu so bile najdene na obeh straneh vzhodnih vrat. Predvideva se, da so bili bodisi vojašnica ali bolnišnica, vendar je njihov namen še vedno sporen. Skupaj z vzhodnimi vrati so tvorili celoten kompleks.
- Ruševine vrat

## Zgodovina
Prva zgradba na mestu današnjih Vzhodnih vrat je bil marmorni slavolok, zgrajen na glavni cesti v Bizanc v 2. stoletju za Hadrijanov obisk Filipopolisa. Leta 172 je cesar Mark Avrelij dokončal nov del mestnega obzidja na tem območju mesta zaradi nevarnosti markomanske invazije in razširil staro obzidje iz okolice Treh gričev.
Slavolok je ostal nekaj deset metrov zunaj utrjenega območja, kjer so bila zgrajena prva vzhodna vrata. Potem ko si je Filipopolis opomogel po uničenju gotske invazije leta 251, so staro obzidje prenovili z opeko in kamnom. Nova vzhodna vrata Filipopolisa so bila zgrajena z uporabo ostankov Hadrijanovega slavoloka. Spomenik cesarskega obiska iz 2. stoletja je postal največji in najpomembnejši vhod v Filipopolis.

## Galerija
- Ruševine kamnitih zidov in stražnih stolpov
- Detajl arkade
- Koritski kapitel
- Detajli arhitrava
- Ulica, ki vodi do vzhodnih vrat
- Ostanki stebrov